# Iuri Guleaev (fizician)
Iurii Vasilievici Guleaev (în rusă : Юрий Васильевич Гуляев, n. 18 septembrie 1935, Moscova) este un fizician rus, care a fost ales ca membru de onoare al Academiei de Științe a Moldovei.
În 1995, Uniunea Astronomică Internațională a denumit un asteroid din "1976 YB2" în "6942 Yurigulyaev", în onoarea sa.